# George Hilton dos Santos Cecílio
George Hilton de Santos Cecílio, más conocido como George Hilton (Alagoinhas, 11 de junio de 1971) es un periodista radiofónico y político brasileño. Es exministro de Deportes de Brasil.

## Biografía
Ejerció el cargo de diputado provincial por Minas Gerais durante dos mandatos consecutivos, entre 1999 y 2007, por los partidos PSL y PL. En las elecciones de 2006, salió elegido diputado federal por Minas Gerais, siendo reelegido sucesivamente en 2010 y 2014. En ese periodo militó en el Partido Progresista, y de 2009 hasta 2016, fue afiliado al PRB. Después, cuando el PRB anunció que dejaría el Gobierno de Dilma Rousseff, George Hilton se afilió al PROS. El 17 de abril de 2016, George Hilton votó contra la apertura del proceso de impeachment de Dilma Rousseff.

### Ministerio del Deporte
El 23 de diciembre de 2014, se comunicó oficialmente que George Hilton sería el próximo ministro del Deporte de Brasil del segundo mandato del Gobierno Dilma Rousseff. El 23 de marzo de 2016, tras afiliarse al PROS, el político dejó el ministerio del Deporte, a cinco meses de los Juegos Olímpicos de Río de Janeiro. Asumió el ministerio de manera interina Ricardo Leyser.